# Immeuble de la cour des Imprimeurs
L'immeuble de la cour des Imprimeurs est un édifice situé à Caen, dans le département du Calvados, en France. Il date du XVIe siècle et est en partie inscrit au titre des Monuments historiques.

## Localisation
Le monument est situé au 4 rue Froide, contigu au nord de l'église Saint-Sauveur. La cour jouxte la place Bouchard. 

## Historique
L'édifice est construit au XVIe siècle par l'imprimeur et éditeur Jean Macé. D'accès privé avant la Seconde Guerre mondiale, la cour s'est trouvée dégagée par les bombardements de la bataille de Normandie.

## Architecture
Les deux façades sur cour et les toitures correspondantes sont inscrites au titre des Monuments historiques depuis le 9 avril 1954.

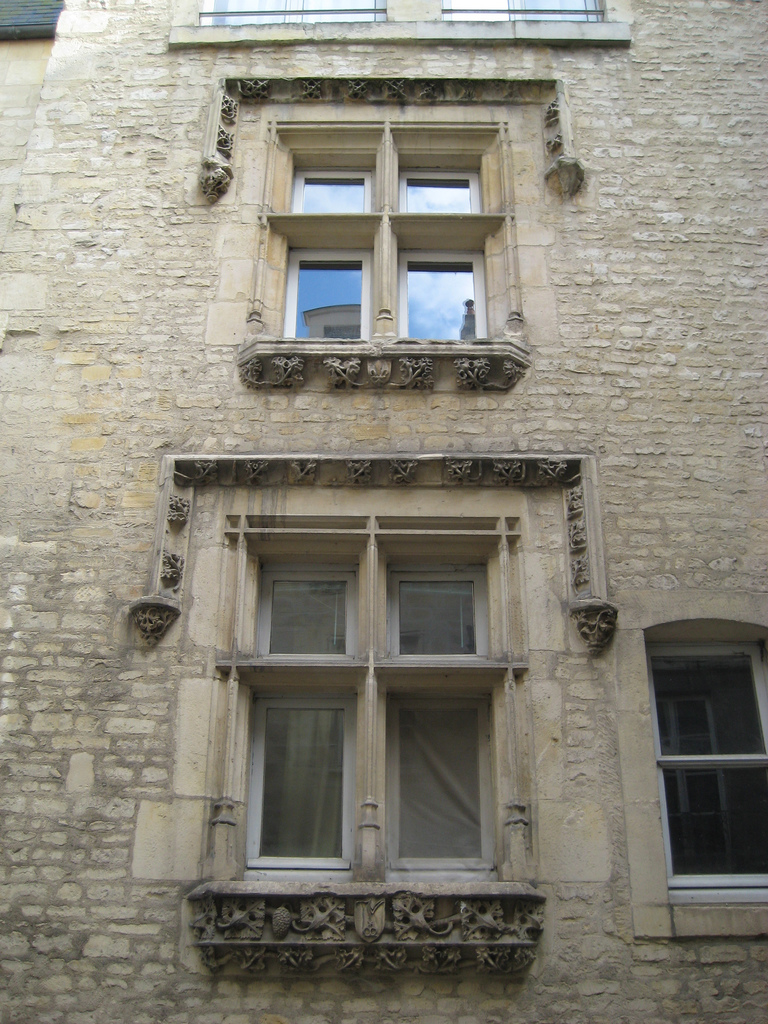
Fenêtres à meneaux.
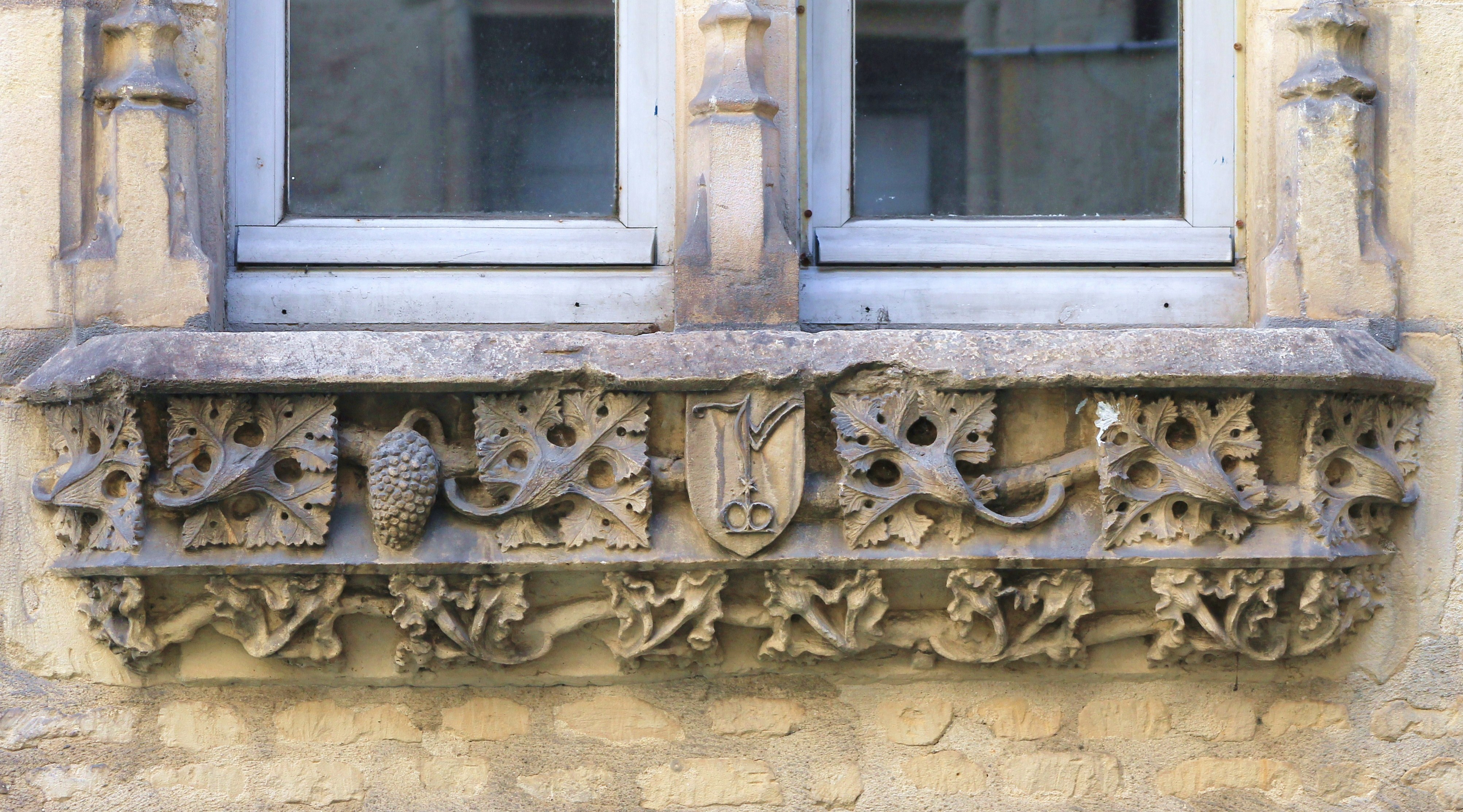
Détail.